# VARIETY
『VARIETY』（ヴァラエティ）は、1984年4月25日に発売された竹内まりや通算6枚目のオリジナル・アルバム。アルファ・ムーン（現・ワーナーミュージック・ジャパン）より発売された。

## 解説
- 1981年末に音楽活動を休止した竹内が、本格的に復帰すると共に、シンガーソングライターとして実質的な第一歩を踏み出した記念作である。
- 全曲が「作詞・作曲：竹内まりや、アレンジ&プロデュース：山下達郎」となっている。
- 休業中に作詞・作曲家としてヒット曲を出した竹内。1982年に夫・山下達郎の担当ディレクター・小杉理宇造がRVCから独立し、レコード会社「アルファ・ムーン」を設立。
- 山下も役員として移籍。その記念に竹内のシングル（『もう一度/本気でオンリーユー (Let's Get Married)』）と当アルバムリリースが決定。
- 当初は休業前と同様に外部作家を起用し制作予定だったが、休業中に竹内が書きためた曲の高いクオリティに山下が大いに驚き、全て自作曲のアルバムとしてリリース。
- 発売が長女の出産と重なり[1]、休業から3年近くブランクがあったが、オリコン週間チャートで初登場1位を獲得、最終的に30万枚以上のヒットを記録。
- 裏ジャケットに映る犬は、竹内が当時飼っていたミニチュア・シュナウザーの愛犬「グーフィー」である。
- デビュー当時の岡田有希子が『マージービートで唄わせて』『もう一度』などをイベントなどでカバーしている。
- 『本気でオンリーユー (Let's Get Married)』と『ふたりはステディ』の2曲に坂本龍一が参加。これは制作当時、同じスタジオ（音響ハウス）で坂本の『音楽図鑑』のレコーディングが行われていたため（山下が2023年7月23日放送の『山下達郎のサンデー・ソングブック』（TOKYO FM）にて自分達は8階のスタジオ、坂本君は7階のスタジオでレコーディングしていたと発言）、プロデューサーである山下達郎と坂本が声をかけあって相互のレコーディングに参加したもので、本作のSpecial Thanksのクレジットにも、坂本が当時の妻である矢野顕子と共に時々スタジオを訪れていた旨の記述がある。

## 収録曲
| 全作詞・作曲: 竹内まりや、全編曲: 山下達郎。 |                                                                   |            |            |                                              |      |
| #                                            | タイトル                                                          | 作詞       | 作曲・編曲 | その他のアレンジ                             | 時間 |
| 1.                                           | 「もう一度」(10枚目の両A面シングル)                               | 竹内まりや | 竹内まりや |                                              | 4:06 |
| 2.                                           | 「プラスティック・ラヴ」(12枚目のシングル)                        | 竹内まりや | 竹内まりや |                                              | 4:51 |
| 3.                                           | 「本気でオンリーユー (Let's Get Married)」(10枚目の両A面シングル) | 竹内まりや | 竹内まりや |                                              | 3:53 |
| 4.                                           | 「ONE NIGHT STAND」                                               | 竹内まりや | 竹内まりや | 告井延隆（バックグラウンドボーカルアレンジ） | 3:57 |
| 5.                                           | 「BROKEN HEART」                                                  | 竹内まりや | 竹内まりや |                                              | 3:55 |
| 合計時間:                                    | 合計時間:                                                         | 合計時間:  | 20:42      |                                              |      |

| 全作詞・作曲: 竹内まりや、全編曲: 山下達郎。 |                                                        |            |            |                                |      |
| #                                            | タイトル                                               | 作詞       | 作曲・編曲 | その他のアレンジ               | 時間 |
| 1.                                           | 「アンフィシアターの夜」                               | 竹内まりや | 竹内まりや | 椎名和夫（ホーンアレンジ）     | 3:33 |
| 2.                                           | 「とどかぬ想い」                                       | 竹内まりや | 竹内まりや |                                | 3:34 |
| 3.                                           | 「マージービートで唄わせて」(11枚目のシングル)         | 竹内まりや | 竹内まりや |                                | 3:19 |
| 4.                                           | 「水とあなたと太陽と」                                 | 竹内まりや | 竹内まりや |                                | 3:29 |
| 5.                                           | 「ふたりはステディ」(11枚目のシングルのカップリング曲) | 竹内まりや | 竹内まりや |                                | 3:27 |
| 6.                                           | 「シェットランドに頬をうずめて」                       | 竹内まりや | 竹内まりや | 乾裕樹（ストリングスアレンジ） | 3:42 |
| 合計時間:                                    | 合計時間:                                              | 合計時間:  | 21:04      |                                |      |

## リリース履歴
| #  | 発売日         | リリース                  | 規格        | 品番         | 備考 |
| -- | -------------- | ------------------------- | ----------- | ------------ | --- |
| 1  | 1984年4月25日  | MOON ⁄ ALFA MOON          | LP          | MOON-28018   | |
| 2  | 1984年4月25日  | MOON ⁄ ALFA MOON          | CT          | MOCT-28011   | カセット同時発売。 |
| 3  | 1984年7月25日  | MOON ⁄ ALFA MOON          | CD          | 38XM-2       | 初CD化。 |
| 4  | 1986年12月21日 | MOON ⁄ ALFA MOON          | CD          | 32XM-28      | 品番改定による再発。 |
| 5  | 1988年12月21日 | MOON ⁄ ALFA MOON          | 24K GOLD CD | 43XG-1       | リマスタリング音源によるゴールドCD。アナログ盤ジャケット仕様の完全生産限定盤。                                                             |
| 6  | 1992年10月22日 | MOON ⁄ MMG                | CD          | AMCM-4146    | リマスタリング音源使用。 |
| 7  | 1999年6月2日   | MOON ⁄ WARNER MUSIC JAPAN | CD          | WPCV-10040   | 品番改定によるエムエムジー盤の再発。 |
| 8  | 2014年11月19日 | MOON ⁄ WARNER MUSIC JAPAN | CD          | WPCL-12007   | 『VARIETY -30th Anniversary Edition-』 2014年リマスター音源にボーナス・トラック7曲収録。竹内まりやと山下達郎による解説収載。               |
| 9  | 2014年12月10日 | MOON ⁄ WARNER MUSIC JAPAN | 2LP         | WPJL-10016/7 | 『VARIETY -30th Anniversary Edition-』 2014年リマスター音源による2枚組仕様の180g重量盤。完全生産限定。竹内まりやと山下達郎による解説収載。 |
| 10 | 2021年11月3日  | MOON ⁄ WARNER MUSIC JAPAN | LP          | WPJL-10153   | 30th Anniversary Editionのマスターを使用しているが、収録曲はオリジナル盤に準拠した『2021 Vinyl Edition』。                                 |

#### その他
1. ↑  “竹内まりや「Dear Angie 〜あなたは負けない / それぞれの夜」インタビュー (3/4) - 音楽ナタリー 特集・インタビュー”. ナタリー.   株式会社ナターシャ. 2018年12月6日閲覧。
2. ↑  “竹内まりや「プラスティック・ラブ」12inch発売、アルバム2作のアナログ再発も決定”.  音楽ナタリー. 2021年11月9日閲覧。